# Nesioneta elegans
Nesioneta elegans är en spindelart som beskrevs av Alfred Frank Millidge 1991. Nesioneta elegans ingår i släktet Nesioneta och familjen täckvävarspindlar. Inga underarter finns listade i Catalogue of Life.